# Cor Caroli
Cor Caroli es el nombre de la estrella Alfa Canum Venaticorum (α CVn / 12 Canum Venaticorum), la más brillante en la constelación de Canes Venatici, «los perros de caza». Se encuentra a 110 años luz del sistema solar.

## Nombre
El nombre Cor Caroli («Corazón de Carlos») fue  asignado en 1725 por el astrónomo Edmund Halley en honor del rey Carlos II de Inglaterra, a sugerencia del físico de la corte, Sir Charles Scarborough, quien afirmó que la estrella había brillado de forma especial en la víspera del regreso del monarca a Londres el 29 de mayo de 1660.

## Características del sistema
Cor Caroli es una estrella binaria con una separación visual entre sus componentes de 19 segundos de arco, por lo que puede ser resuelta con un pequeño telescopio.
La estrella principal del sistema, de magnitud aparente +2,89, es la más oriental y recibe el nombre de Cor Caroli A (HD 112413 / HR 4915). Es una estrella blanca de 10 300 K de temperatura superficial, una luminosidad 83 veces mayor que la del Sol y una masa de 2,8 masas solares. Es de especial interés su campo magnético estelar, uno de los más intensos que se conocen, 1500 veces mayor que el campo magnético terrestre. Por otra parte, presenta concentraciones muy elevadas localmente de elementos como silicio, europio y mercurio; éstas varían con el período de rotación de la estrella de 5,5 días. Probablemente el campo magnético es el responsable de la redistribución de elementos en la superficie de la estrella, con el aumento del contenido de unos y la disminución de otros. Es el prototipo del tipo de variables que llevan su nombre, variables Cor Caroli A.
La componente secundaria del sistema, Cor Caroli B (HD 112412 / HR 4914), es una estrella de  secuencia principal de tipo F0V, con una luminosidad 5 veces mayor que la luminosidad solar y una masa 1,6 veces mayor que la del Sol. Su magnitud aparente es +5,60.
La separación proyectada entre ambas estrellas, 650 UA, implica un  período orbital de, al menos, 7900 años.